# Elektra Lopez
Karissa Rivera, meglio conosciuta con il ring name Elektra Lopez (Contea di Bergen, 23 aprile 1992), è una wrestler statunitense.

## Biografia
È nata nella Contea di Bergen il 23 aprile 1992. Figlia del wrestler portoricano Steve King, che lottò in WWE dal 1976 al 1984 e morì nel 1998.

## Carriera

### WWE (2018–presente)
Il debutto sul ring di Rivera avvenne il 14 novembre 2018 a NXT, perdendo contro Lacey Evans. Tornò a lottare il 9 aprile 2019 a SmackDown Live! col nome di Karissa insieme a Kris Statlander, perdendo contro le IIconics. Fece un'apparizione nel ruolo dell'ex moglie di Bobby Lashley il 18 settembre a Raw.

## Titoli e riconoscimenti
- Legendary Action Wrestling
  - LAW Women's Champion (1)
- Wrestling Superstar
  - WS Women's Championship (1)
- World Xtreme Wrestling
  - WXW Diamond Women's Championship (1)